# Silvester Home Run
Silvester Home Run is een Duitse korte film uit 2008 van regisseurs Sebastian Bieniek.

## Verhaal
Sven bezoekt voor het eerst zijn ouders met zijn vriend Dominik. Na dit bezoek is het voormalig koppel uit elkaar.